# Саудитска газела
Саудитска газела (Gazella saudiya) е изчезнал вид бозайник от семейство Кухороги (Bovidae).

## Разпространение и местообитание
Видът е бил разпространен в чакълести и пясъчни равнини с акации на северния и западноарабския полуостров от Кувейт до Йемен, като повечето от записите идват от Западна Саудитска Арабия. Открит е поотделно или в групи до 20.